# الوناس قواوی
الوناس قواوی (انگلیسی: Lounès Gaouaoui؛ زادهٔ ۲۸ سپتامبر ۱۹۷۷) بازیکن سابق و مربی فوتبال اهل الجزایر است.
از باشگاه‌هایی که در آن بازی کرده‌است می‌توان به باشگاه فوتبال القبائل، باشگاه فوتبال المپیک شلف، و باشگاه فوتبال قسنطینه اشاره کرد.
وی همچنین در تیم ملی فوتبال الجزایر بازی کرده‌است.